# Горихвістка звичайна
Гори́хвістка звича́йна (Phoenicurus phoenicurus) — вид птахів із роду горихвістка (Phoenicurus) родини мухоловкових (раніше разом з іншими її родами включався до родини дроздових) ряду горобцеподібних. Розмір — 10—15 см, забарвлення яскраве. В Україні — гніздовий перелітний птах.

## Систематика
Має два підвиди. Phoenicurus p. phoenicurus можна знайти по всій Європі аж до Сибіру. На південному сході підвид P. p. samamisicus можна знайти від Кримського півострова, Туреччини, Середнього Сходу і до Центральної Азії. Цей підвид трохи менший за P. p. phoenicurus і дорослі самці мають біле опорне (махове) оперення, таким чином утворюючи білувате крило — схоже на крило горихвістки чорної і Phoenicurus auroreus. Підвид широко розповсюджений у Туреччині і на Балканському півострові.

## Зовнішній вигляд
Невеликий птах розміром з горобця. Маса тіла 12-20 г, довжина тіла біля 14 см. Виражений статевий диморфізм. У шлюбному вбранні дорослий самець підвиду phoenicums зверху сірий; лоб білий, біля основи дзьоба — чорний; вуздечка, щоки, покривні пера вух і горло чорні; воло, груди і боки тулуба яскраво-руді; черево білувате; надхвістя руде; підхвістя світло-руде; махові пера бурі; хвіст яскраво-рудий, крім бурих центральних стернових пер; дзьоб і ноги чорні; у підвиду samamisicus, що гніздиться в Криму, на другорядних махових перах біла облямівка, яка на складеному крилі утворює світлу пляму; у позашлюбному оперенні чорні і руді пера з вузькою білою верхівковою облямівкою. Доросла самка бура; воло, груди і боки тулуба рудуваті. Молодий птах подібний до дорослої самки, але пера верху з вохристими рисками; на вохристих перах низу вузька темна верхівкова облямівка. Дорослий самець звичайної горихвістки від дорослого самця чорної горихвістки відрізняється білим лобом і рудими грудьми та волом; доросла самка від дорослої самки чорної горихвістки — світлим низом.

## Екологія

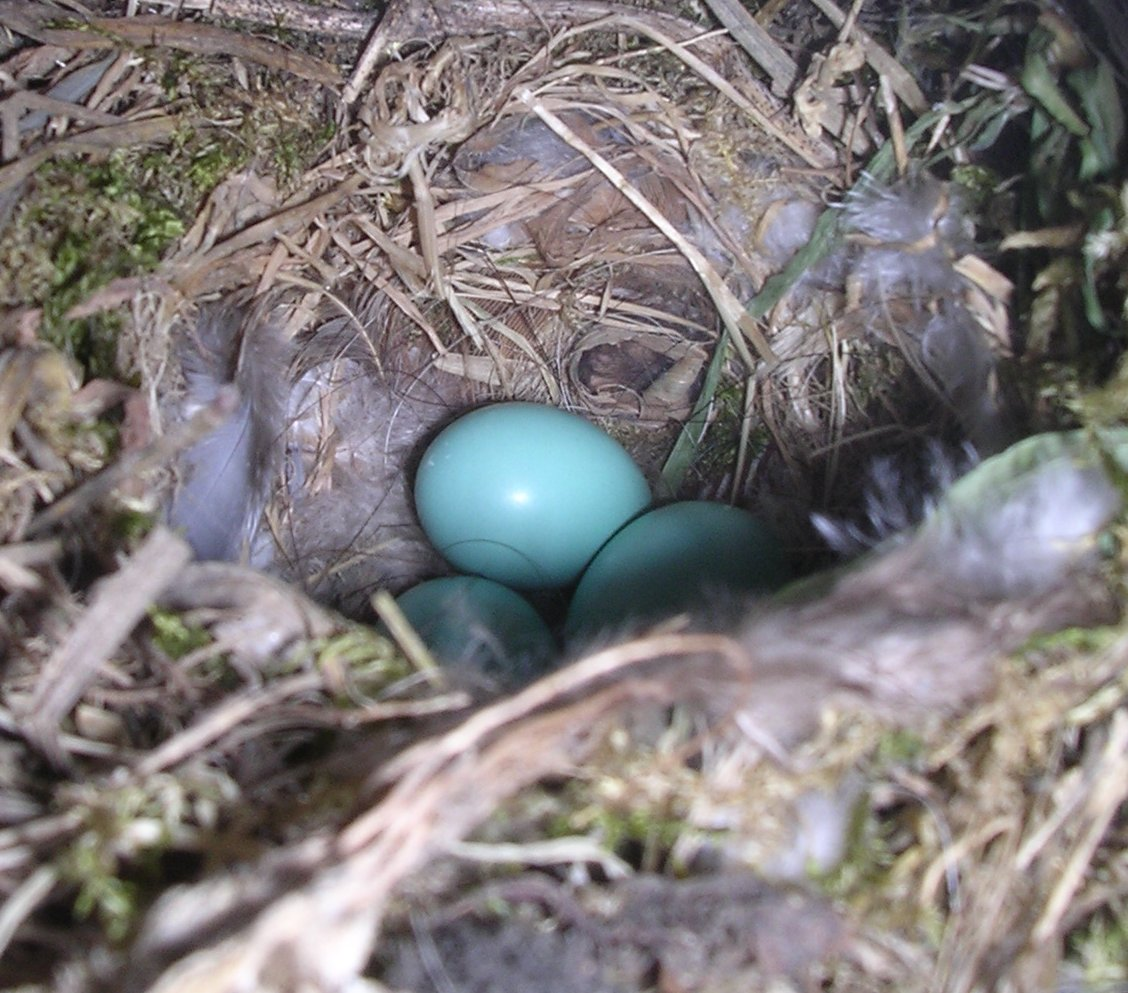
Гніздо з кладкою яєць

Цей перелітний птах влітку перебуває в Європі та Західній Азії (на захід від Байкалу), північно-західній Африці в Марокко. Зимує в Центральній Африці і Аравії, південніше пустелі Сахара, північніше від екватору, від Сенегалу до Ємену. Цей вид дуже поширений, гніздиться у Великій Британії, особливо в гірських листяних лісах. В Україні гніздиться майже на всій території, крім південних і південно-східних степових районів; під час міграцій трапляється скрізь.
Самці першими прибувають на початку — в середині квітня, часто на кілька днів раніше за самиць. Відкладаються 5-6 блакитних яєць у травні, а другий виводок — в середині літа на півдні ареалу.

## Охорона
Перебуває під охороною Бернської конвенції.

## Галерея

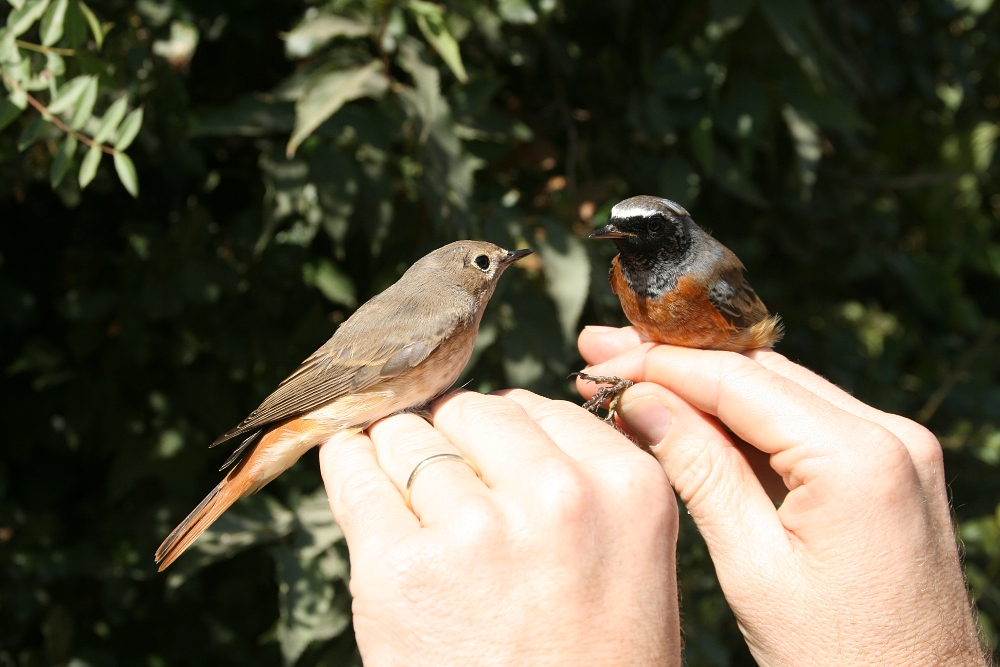
Самиця (ліворуч) і самець (праворуч)
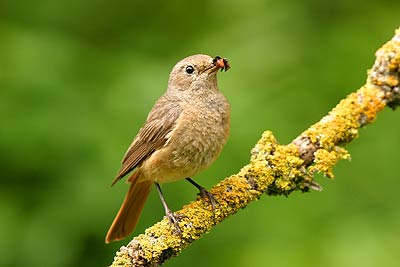
Самиця
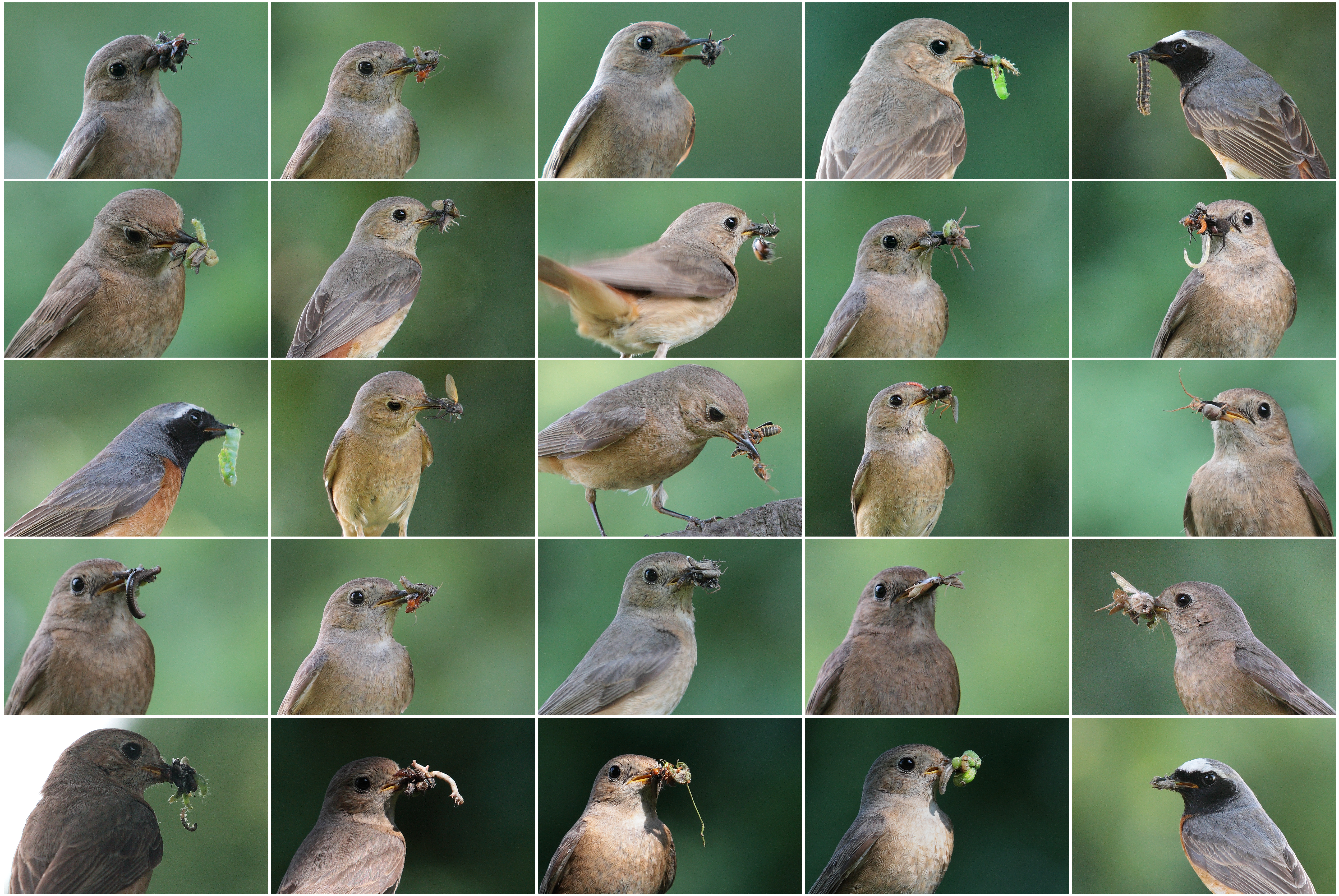
Раціон
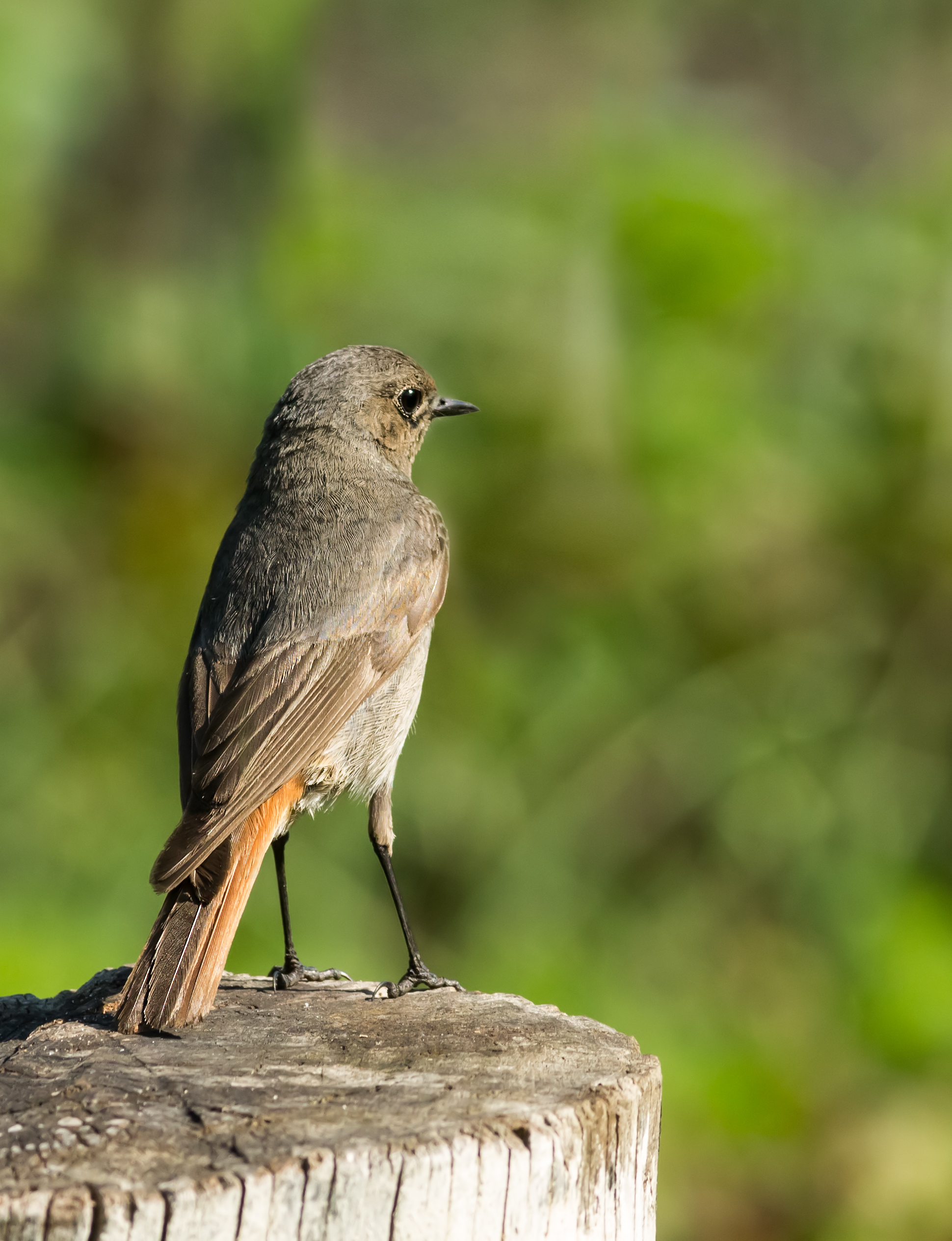
Самка горихвістки звичайної
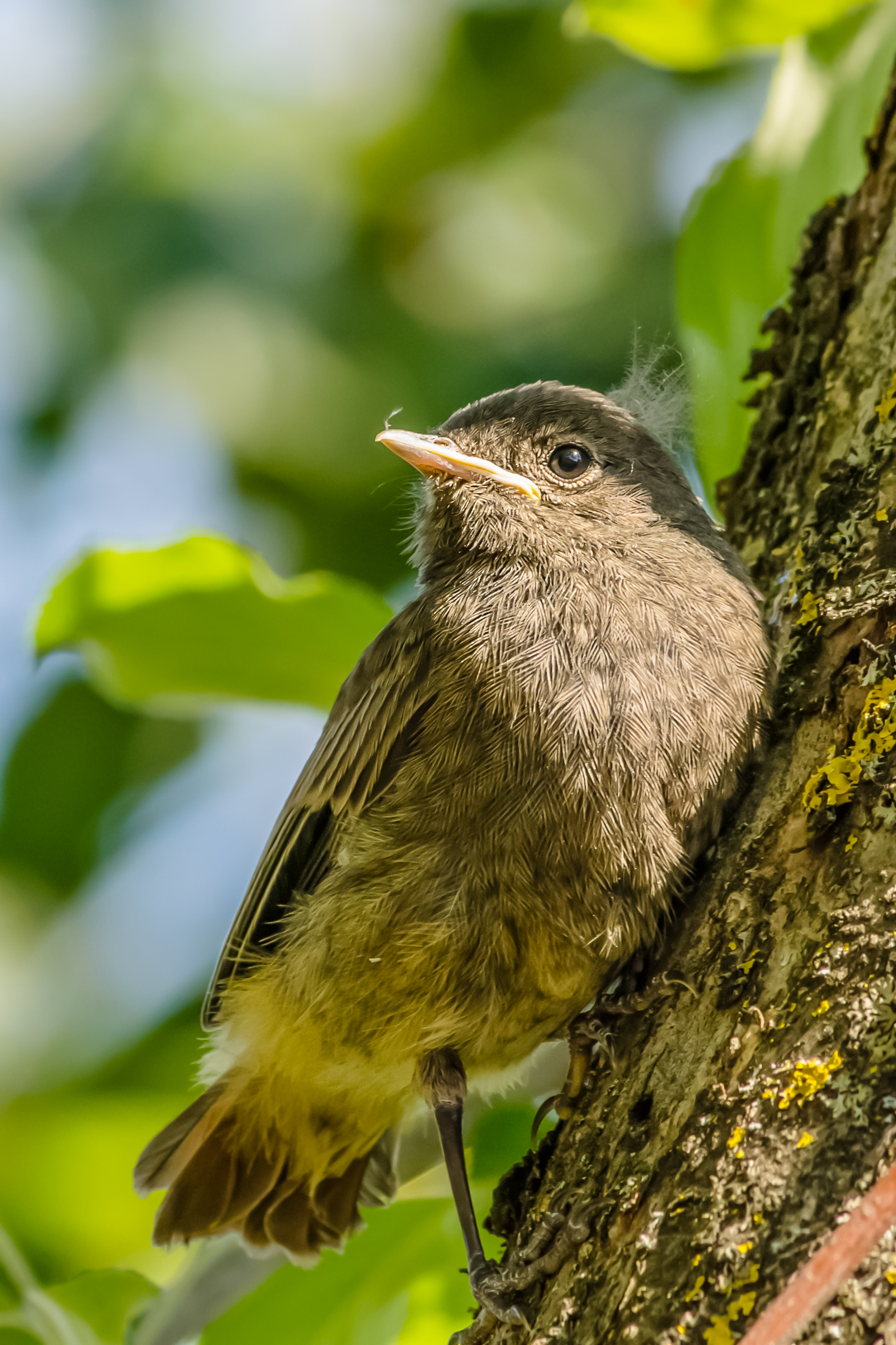
Пташеня горихвістки